# Georg Bayl
Johann Georg Bayl (* 18. April 1776 in Bamberg; † 3. April 1834 ebenda) war ein fränkischer Jurist.
Von 1821 bis 1834 war er hauptamtlicher Bürgermeister von Bamberg.